# Patriotyzm

Plakat patriotyczny z 1917 wydany przez administrację amerykańską w okresie I wojny światowej namawiający do oszczędzania żywności

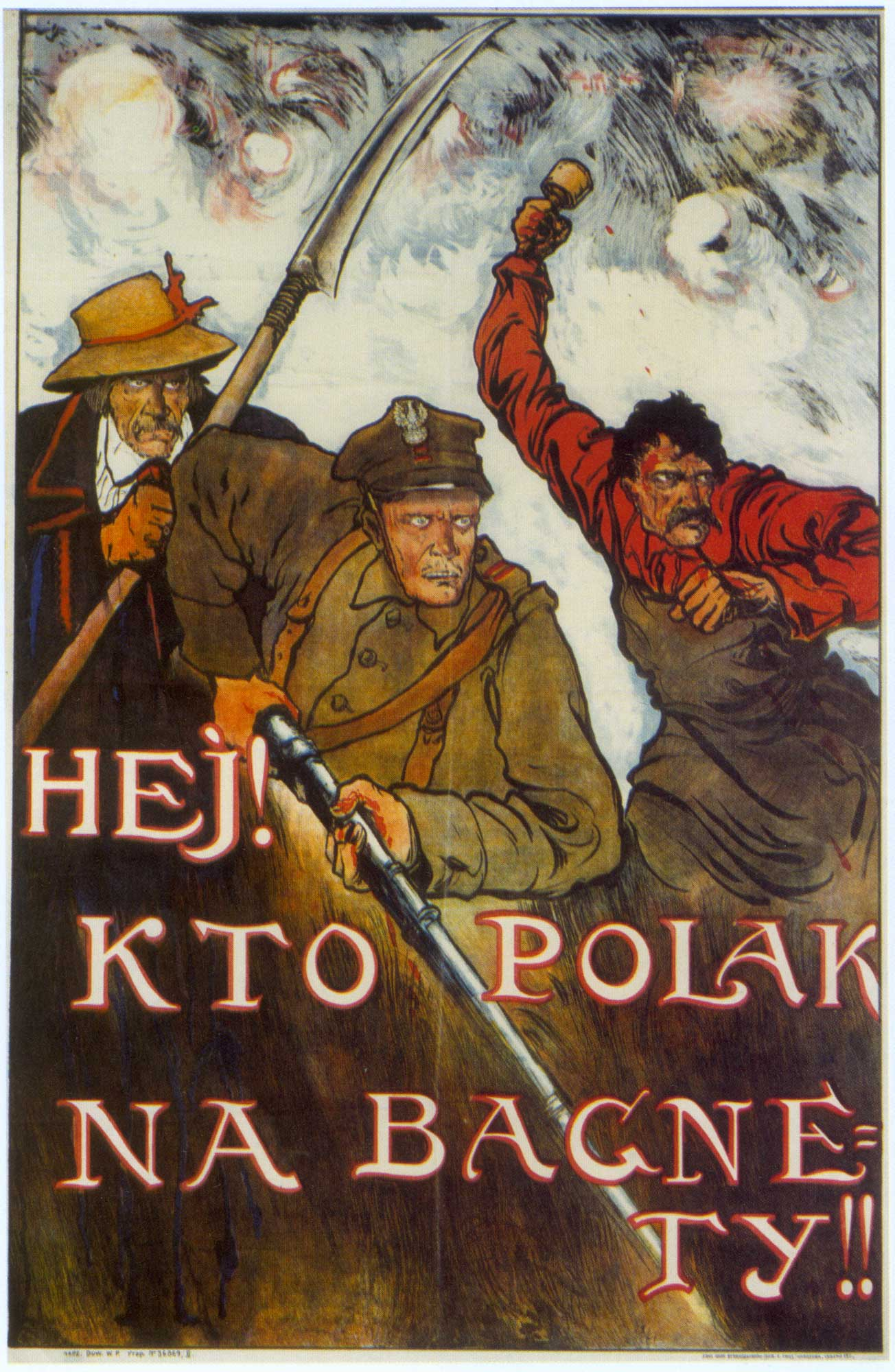
Plakat Kamila Mackiewicza Hej! Kto Polak na bagnety!! z okresu wojny polsko-bolszewickiej

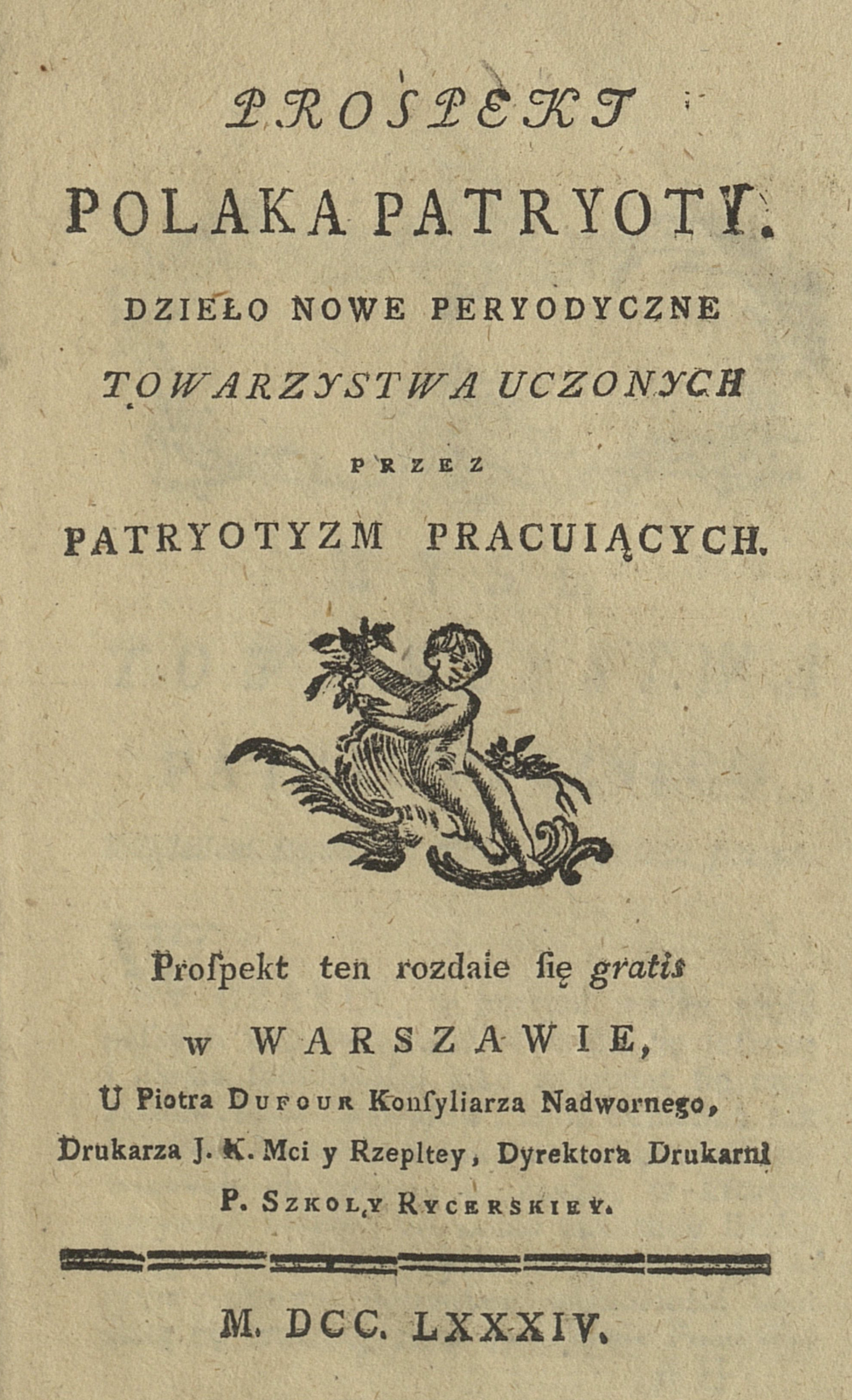
„Polak Patryota” prospekt czasopisma wydrukowanego w 1784 w drukarni Szkoły Rycerskiej

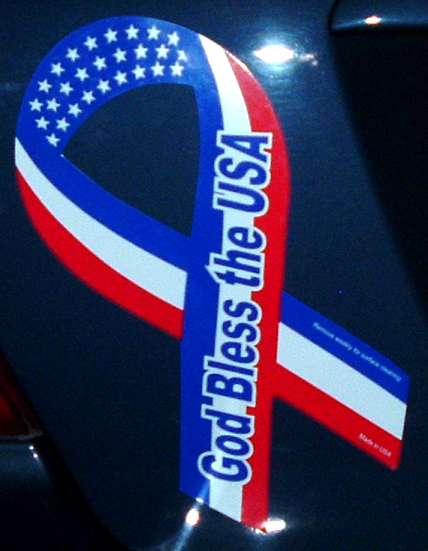
Patriotyczny magnes na samochód w USA z sentencją „God Bless the USA” – pol. „Boże błogosław USA”

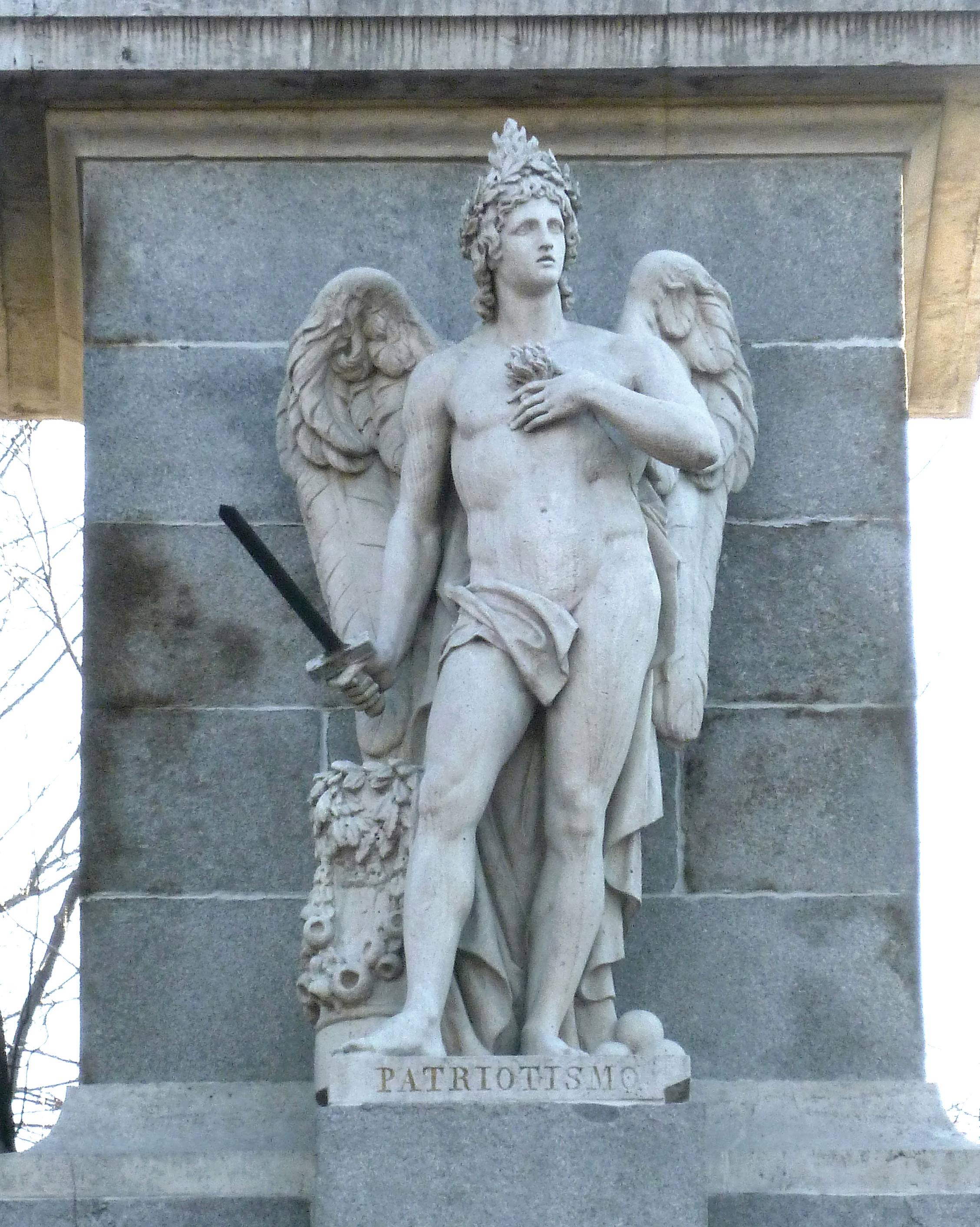
Alegoria patriotyzmu Francisco Péreza na Monumencie poległych za Hiszpanię znajdującym się w Madrycie

Patriotyzm (łac. patria – ojczyzna, gr. patriotes) – postawa szacunku, umiłowania i oddania własnej ojczyźnie oraz chęci ponoszenia za nią ofiar i gotowości do jej obrony. Charakteryzuje się przedkładaniem celów ważnych dla ojczyzny nad osobiste, gotowością do pracy dla jej dobra i w razie potrzeby, poświęcenia dla niej własnego zdrowia lub nawet życia. Patriotyzm to również umiłowanie i pielęgnowanie narodowej tradycji, kultury czy języka. Oparty jest na poczuciu więzi społecznej, wspólnoty kulturowej oraz solidarności z własnym narodem i społecznością.

## Etymologia i znaczenie
Termin „patriotyzm” pochodzi od greckiego słowa „πατριά” – „patria”, oznaczającego rodzinę, grupę, plemię lub naród wywodzący się od wspólnych przodków, ojców, ojczyznę. „Patria” jest z kolei derywatem źródłowej nazwy greckiej „πατήρ” – „patēr” oznaczającej „ojca” – głowę rodu. Te greckie terminy zostały przejęte później przez Rzymian i przeniknęły do łaciny w formie „pater” i „patrio”, rozpowszechniając się także w innych europejskich językach. Słowo „patriotyzm” dosłownie oznacza „miłość ojczyzny”.
Łaciński termin patria znany był w Polsce już w końcu średniowiecza dzięki pierwszym polskim słownikom łacińsko-polskim. Wymienia go w 1532 słownik łacińsko-polski Bartłomieja z Bydgoszczy – „Patria est natale solum – myesscze vrodzenya oyczyzna”. Słownik ten podaje także pierwsze rodzime staropolskie określenie w tłumaczeniu znaczenia łacińskiego wyrażenia patrimonium – „ojcowizność” w oryg. „Patrimonium (...) oiczyzna, oiczovyznoscz vel est bona paterna”.

## Historia
Patriotyzm jako idea rozwinął się w czasach oświecenia. Patriotami nazywali się członkowie Amerykańskiej Partii Wigów, frakcji politycznej w XVIII-wiecznej Ameryce, będący zwolennikami oddzielenia się amerykańskich kolonii od imperium brytyjskiego. Patriotami określali się również członkowie frakcji politycznej w Holandii aktywnej w latach 1778–1795.
W Polsce idee partiotyczne takie jak praca na rzecz państwa oraz społeczności propagowała w XVIII wieku Szkoła Rycerska, która w Rzeczypospolitej Obojga Narodów kształciła elity w Polsce. W 1774 roku książę Adam Kazimierz Czartoryski w zaleceniach dla kadetów tzw. Katechiźmie rycerskim opisał na czym polega różnica pomiędzy prawdziwym oraz fałszywym patriotyzmem:

„Jakim być powinien prawdziwy patriota? Prawdziwy patriota o dobro powszechne jedynie dbały, wszystkie prywatne interesu względy temu zamiarowi poświęca, w nim korzyść, w nim chwałę, w nim ukontentowanie swoje mieści i na dokup powszechnego uszczęśliwienia ani życia, ani majątku, ani trudów nie żałuje.
A jakim fałszywy patriota? Bez żadnej z tych cnót, w którym powierzchowność okazywać się usiłuje dla pewniejszego ludzi zwodzenia; pod tym ujmującym pozorem ukrywa ambicje, miłość własną, własny interes. Tym jest zdradliwszą zasłoną hipokryzji, obłudy, nieszczerości, albo udawania cnót, im trudniejszą jest do przeniknienia” – Adam Kazimierz Czartoryski, Katechizm rycerski, 1774 
W Polsce idee patriotyczne deklarowało Stronnictwo Patriotyczne – nieformalne ugrupowanie polityczne działające w Rzeczypospolitej Obojga Narodów, skupiające działaczy reformatorskich w czasie Sejmu Wielkiego w latach 1788–1792. Po rozbiorach Polski idee patriotyczne głosiła tajna organizacja niepodległościowa w Królestwie Polskim – Narodowe Towarzystwo Patriotyczne, założone w 1821 roku przez majora Waleriana Łukasińskiego, zrzeszająca członków rozwiązanego w 1820 roku Wolnomularstwa Narodowego oraz wielkopolskiego Związku Kosynierów. Ideami tymi kierowało się również Towarzystwo Patriotyczne – organizacja powołana w 1830 roku w Warszawie w czasie powstania listopadowego. W okresie tym istniała również kobieca organizacja patriotyczna – Towarzystwo Dobroczynności Patriotycznej Kobiet. Jej członkinie opatrywały rannych, a w nocy pełniły na wzór wojskowy warty w ochronie lazaretów.

## Rodzaje patriotyzmu
Rozróżnia się kilka typów patriotyzmu:
- patriotyzm narodowy – miłość do kraju ojczystego oraz narodu znajdującego się w obrębie państwa.
- patriotyzm regionalny – przywiązanie do regionu[8], krainy etnograficznej, dzielnicy kraju, z której się pochodzi lub w której się mieszka.
- patriotyzm miejsca -   przywiązanie do miejsca urodzenia, pobytu, źródło inspiracji twórczej.[9]
- patriotyzm lokalny – miłość do stron rodzinnych[10], miejsca urodzenia i wychowania oraz do miejsca zamieszkania[11].
- patriotyzm gospodarczy – przywiązanie do towarów wyprodukowanych w kraju ojczystym lub sprzedawanych przez markę z ojczystego kraju.

Motywowany patriotyzmem oraz regionalizmem jest obecnie również etnocentryzm konsumencki polegający na wspieraniu rozwoju własnej krajowej gospodarki poprzez dokonywanie zakupów krajowych i regionalnych produktów.

## Cechy patriotyczne

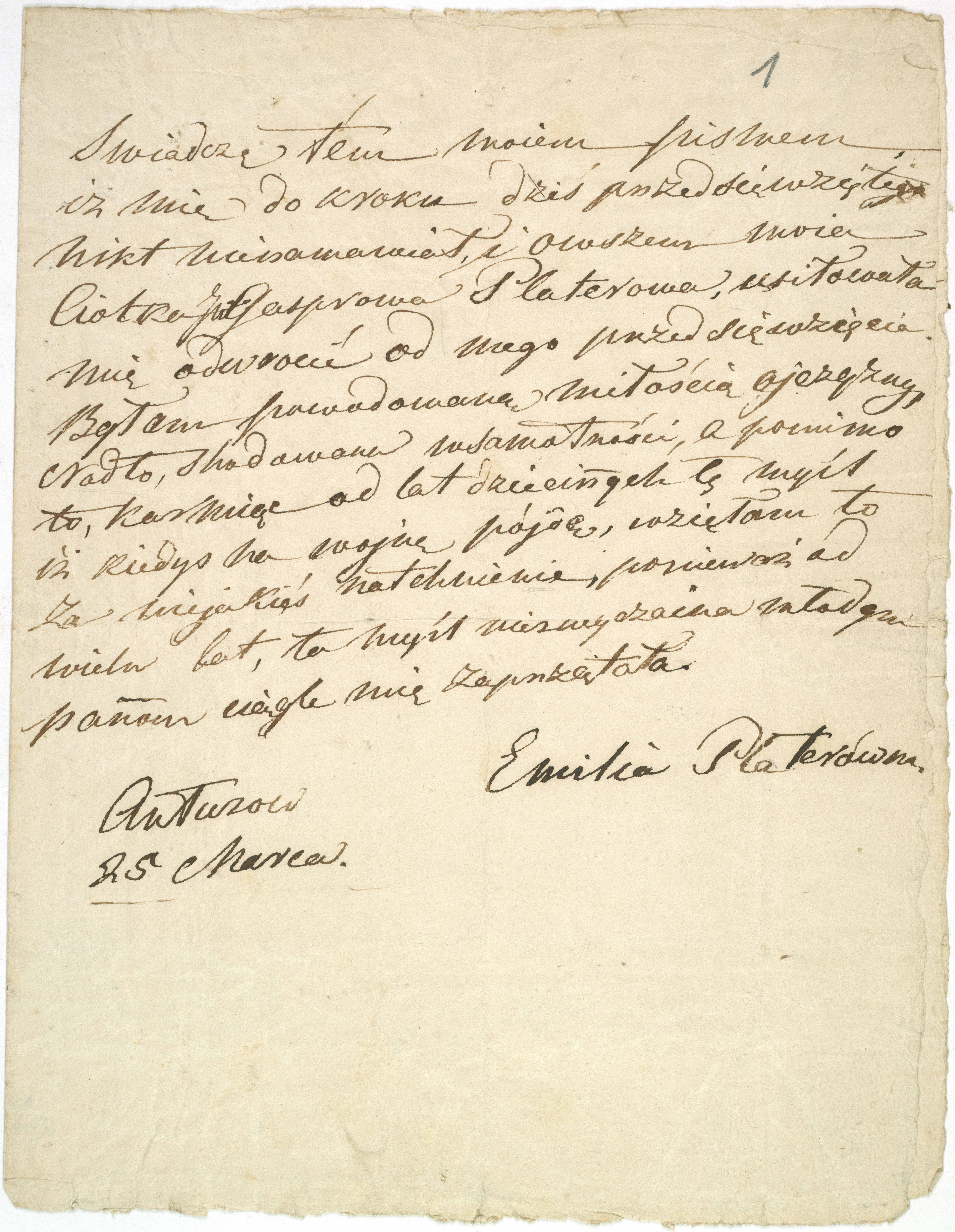
Emilia Plater motywuje swoje uczestnictwo w powstaniu listopadowym: „Byłam powodowana miłością ojczyzny...”, pismo z 25 marca 1831 roku.

Cechami patrioty jest umiłowanie własnej ojczyzny i narodu oraz szacunek dla swoich przodków. Może być ono realizowane poprzez kultywowanie tradycji i obrzędów, obchodzenie świąt i rocznic, oddawanie czci bohaterom narodowym oraz sławnym osobistościom zasłużonym dla kraju, a także kultywowanie pamięci o nich. Patriotyzm oznacza także postawę prospołeczną, przejawiającą się również w pozytywnym działaniu na rzecz rozwoju swojej społeczności lokalnej w różnego rodzaju przedsięwzięciach o charakterze kulturalnym, politycznym, gospodarczym i społecznym; uczestnictwo w wyborach, świadomą postawą obywatelską, ochroną własnego dziedzictwa kulturowego.
W pewnych sytuacjach, takich jak utrata niepodległości czy narzucenie danej społeczności rządów o charakterze tyrańskim, działania na szkodę represyjnego aparatu państwowego mogą być uznawane jako patriotyczne, jeżeli służą one budowaniu ojczyzny (nieposłuszeństwo obywatelskie). W czasie wojny postawa patriotyczna wiąże się z obowiązkiem obrony terytorium własnego kraju przed atakującym wrogiem. W okresie okupacji kraju może to być sabotaż, działania dywersyjne zmierzające do obalenia niesprawiedliwych i represyjnych rządów oraz konspiracja i partyzantka.
Patriotyzm to stawianie dobra kraju i swojej społeczności ponad interes osobisty. Wymaga on osobistego poświęcenia i podporządkowania interesom społeczności, co może się niekiedy wiązać z rezygnacją z korzyści prywatnych, a nawet z poniesieniem straty. Wynika on z poczucia więzi społecznej i emocjonalnej z narodem, kulturą, tradycją oraz przodkami. Patriotyzm opiera się na poczuciu lojalności wobec społeczności, w której się żyje. Wiąże się także z poszanowaniem innych narodów i ich kultury.

## Praca i nauka jako patriotyzm

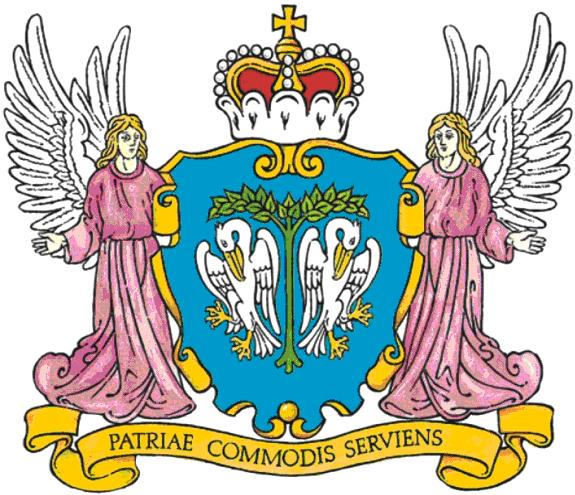
Herb duży Łowicza z łacińską sentencją patriotyczną Patriae Commodis Serviens (pol. Być Ojczyźnie Pożytecznym).

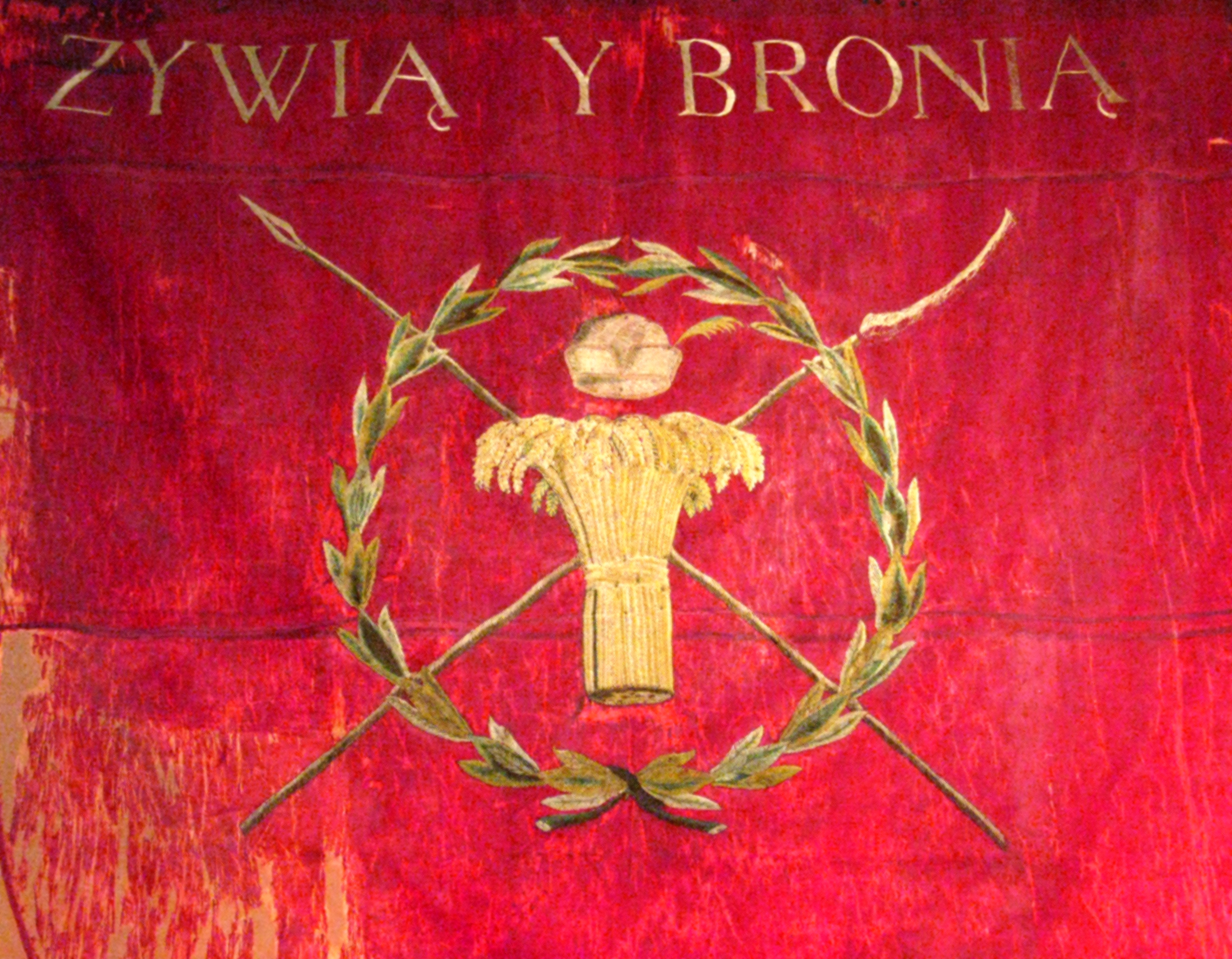
Sztandar batalionu kosynierów krakowskich z czasów insurekcji kościuszkowskiej z napisem „Żywią i Bronią” – deklaracją pracy dla ojczyzny w czasie pokoju oraz jej obrony w razie wojny

„Komu dowcipu równo z wymową dostaje,

Niech szczepi między ludźmi dobre obyczaje;

Niechaj czyni porządek, rozterkom zabiega,

Praw ojczystych i pięknej swobody przestrzega.”

Jan Kochanowski – pieśń „O dobrej sławie”
Jan Kochanowski w pieśni „O dobrej sławie” (Pieśń XIX ks. II) porusza problem powinności obywatela wobec własnej ojczyzny. Twierdzi w niej, że o miłości do ojczyzny świadczy nie tylko męstwo okazane na polu bitwy, ale również wykorzystanie innych talentów darowanych przez Boga: inteligencji, nieugiętości charakteru czy daru pięknej wymowy. „Służymy poczciwej sławie, a jako kto może, Niech ku pożytku dobra wspólnego pomoże”. Według Kochanowskiego celem działań oraz powinnością każdego obywatela powinien być pożytek ojczyzny z wykorzystaniem posiadanych talentów.

„(...)narodowi zwrócić winieneś w postaci wytworów pracy własnej to, co wziąłeś od cząstek narodu w nim też powstałych, przezeń wyżywionych i możnością tworzenia i darzenia zaopatrzonych. (...) obowiązek ten stosuje się nie tylko do przysług i prac materialnych, lecz także moralnych i umysłowych. (...) z prostej i jasnej tej prawdy wynika cały szereg patriotycznych obowiązków, nakazujących pracę nie już tylko nad wytwarzaniem bogactwa materialnego, ale też nad umoralnianiem i oświecaniem siebie i innych w celu wlania do moralnego i umysłowego zasobu ogółu jak największej sumy, możliwie najdoskonalszych uczuć, myśli, czynów.(...) Stąd obowiązek podkładania pod wykształcenie ogólnoludzkie tła narodowego, czyli: znajomości dziejów, mowy, piśmiennictwa, stosunków i potrzeb narodowych i poświęcania części sił swych i czasu pełnieniu funkcyj publicznych, których zadaniem jest bądź sterowanie publicznym sumieniem i obyczajem, bądź strażnictwo nad politycznymi, towarzyskimi i ekonomicznymi stosunkami ogółu. Z dwu tych obowiązków, należycie pojętych i spełnianych, wytwarza się cały rząd tak zwanych cnót publicznych. Jest to poświęcenie części siebie samego na rzecz ogółu, drugi po pracy obowiązek patriotyczny. – Eliza Orzeszkowa, Patriotyzm i kosmopolityzm. Studium społeczne, 1880
Do pojmowania patriotyzmu jako pracy na rzecz społeczności oraz narodu według postulatów Kochanowskiego powróciła po powstaniu styczniowym znaczna część patriotycznie nastawionych Polaków. Zarzucili oni w owym czasie akcje i działania konspiracyjne oraz otwartą walkę z zaborcami na rzecz jednego z głównych postulatów pozytywizmu tzw. „pracy organicznej”. Społeczeństwo polskie zaakceptowało czasowo fakt, że przyszło im żyć bez własnego państwa i masowo zaangażowało się w rozwój gospodarczy i kulturalny kraju. Naczelnymi hasłami tej nowej pozytywistycznej epoki stały się: praca, postęp techniczny, nauka, upowszechnienie kultury, kult bogactwa i dobrobytu materialnego. Głównymi przedstawicielami pozytywizmu w publicystyce i literaturze stali się Bolesław Prus, Eliza Orzeszkowa, Henryk Sienkiewicz, Maria Konopnicka, Stefan Żeromski, a czołowym ideologiem Aleksander Świętochowski. Polski patriotyzm tego okresu opierał się na osiągnięciach na polu szerzenia kultury i oświaty, podnoszenia polskiego rzemiosła, zakładania kas oszczędnościowych, banków (np. w zaborze pruskim Banków ludowych), spółek handlowych i przemysłowych oraz podnoszenia indywidualnych umiejętności oraz samorealizacji.
Kiedy Polska utraciła niepodległość po przegranej kampanii wrześniowej, walka z okupantem była rozumiana jedynie jako środek do uzyskania wolności. Główny nacisk kładziono na przygotowanie społeczeństwa i młodzieży do odbudowy kraju po wojnie, czemu miała służyć nauka w ramach tajnych kompletów w podziemnych szkołach, obejmująca nauczanie od gimnazjum do studiów wyższych. Szczególny nacisk kładziono na kształcenie na kierunkach technicznych i administracyjnych. Szare Szeregi realizowały program Dziś, jutro, pojutrze sprecyzowany przez Aleksandra Kamińskiego, który miał wykształcić powojenną elitę przywódczą mogącą pokierować krajem.

## Opinie o patriotyzmie
Patriotyzm należał do nowego słownika polityki, który wytworzył się w epoce oświecenia i rozwinął w romantyzmie. Wiązał on jednostkę (obywatela) i państwo emocjonalną i osobistą więzią. Stanowiło to wyzwanie wobec tradycyjnych koncepcji władzy, zgodnie z którymi dziedziczny monarcha panował nad pasywnymi poddanymi. Kojarzony z radykalizmem patriotyzm, promując aktywną postawę obywatelską był obiektem krytyki ze strony konserwatystów. Samuel Johnson stwierdził, że „patriotyzm jest ostatnim schronieniem szubrawca”. Stopniowo jednak patriotyzm zyskiwał pozytywne zabarwienie, a nowe postawy wobec polityki ulegały upowszechnieniu. Johann Heinrich Füssli określał go jako najwyższą formę życia obywatelskiego. Odtąd to idealizowana ojczyzna (a nie monarcha) stawała się przedmiotem poświęceń ze strony jednostek.
W 1905 roku odpowiadając na ankietę pt. „Co myślę o Niemczech?” rozesłaną przez paryską gazetę „Le Courrier Europeen” Henryk Sienkiewicz stwierdził:

Należę do tych, którzy głoszą, że idea ojczyzny powinna zajmować pierwsze miejsce w duszy i sercu człowieka.(...). Ale jednocześnie pierwszym obowiązkiem prawdziwego patrioty jest czuwać nad tym, by idea jego Ojczyzny nie tylko nie stanęła w przeciwieństwie do szczęścia ludzkości, lecz by się stała jedną z jego podstaw. Tylko w tych warunkach istnienie i rozwój Ojczyzny staną się sprawą, na której całej ludzkości zależy. Innymi słowy, hasłem wszystkich patriotów powinno być: przez Ojczyznę do ludzkości, nie zaś: dla Ojczyzny przeciw ludzkości

Patriotyzm jest krytykowany przez zwolenników kosmopolityzmu, uważających że człowiek powinien identyfikować się z rodzajem ludzkim jako całością. Przykładowo, w swojej książce Kosmiczne związki, Carl Sagan napisał:

Wielu obdarzonych wyobraźnią przywódców marzyło o nadejściu czasów, kiedy istota ludzka nie będzie utożsamiała się z konkretnym państwem czy narodem, religią, rasą czy grupą zawodową, lecz uzna się za przynależną do rodzaju ludzkiego jako całości. (...) Świat wprawdzie zmierza w tym kierunku, lecz dzieje się to rozpaczliwie powoli. Istnieją poważne obawy, czy w skali globalnej taki stopień (samo)identyfikowania się ludzkości zostanie osiągnięty, zanim doprowadzimy do własnej zguby za pomocą środków technicznych, które powstały z udziałem naszej inteligencji.

Podejście marksistów do patriotyzmu jest zróżnicowane. Karol Marks napisał w Manifeście partii komunistycznej, że „robotnicy nie mają ojczyzny”, jak również, że panowanie proletariatu spotęguje zanikanie „odgraniczeń i przeciwieństw narodowych”. W podobnym duchu, współcześni trockiści, tacy jak Alan Woods, również opowiadają się za zniesieniem granic i stworzeniem ogólnoświatowej socjalistycznej wspólnoty. Z drugiej strony staliniści i maoiści głosili często patriotyzm socjalistyczny, niejednokrotnie ocierający się o nacjonalizm (odpowiednio rosyjski i chiński).

## Patriotyzm a nacjonalizm i szowinizm
Patriotyzm jest często przeciwstawiany szowinizmowi. Patriotyzm odróżnia się od szowinizmu otwartością na inne narody, uznaniem ich prawa do suwerenności i niepodległości, a naród definiuje jako wspólnotę kulturową i obywatelską (jak w Konstytucji RP), a nie etniczno-rasową. Według Episkopatu Polski, chrześcijański patriotyzm jest przeciwstawny nacjonalizmowi. Przedmiotem patriotyzmu jest przywiązanie i troska o ojczyznę, na którą składa się wiele elementów ukształtowanych historycznie, takich jak: państwowość, język, naród, kultura i tradycja, a także dziedzictwo wnoszone przez poszczególne regiony danego kraju, z ich lokalną specyfiką (poczucie patriotyzmu lokalnego i regionalnego jest traktowane jako uzupełnienie patriotyzmu ogólnokrajowego). Natomiast według nacjonalistów najwyższym dobrem jest sam naród. Nacjonalizm jest więc przeciwieństwem patriotyzmu, jako szczególna forma egoizmu. Innego zdania był Zygmunt Balicki, jeden z ojców polskiego nacjonalizmu. Uważał on, że patriotyzm jest uczuciem narodowym, za to nacjonalizm jest narodową myślą. Nie ma sprzeczności pomiędzy tymi pojęciami, a wręcz przeciwnie: nacjonalizm bez podstaw mocnego patriotyzmu, jak to ujmował Balicki, będzie zawsze formacją kaleką. Balicki i Jan Ludwik Popławski podzielali pogląd o nierozerwalności patriotyzmu i nacjonalizmu.
Patriotyzm i nacjonalizm są ze sobą związane, w związku z czym nie powinny być sobie przeciwstawiane.